# Nzérékoré
Nzérékoré je najveći grad u regiji Guinée Forestière u jugoistočnoj Gvineji i glavni grad prefekture Nzérékoré. To je treći po veličini gvinejski grad (nakon glavnog grada Conakryja i Kankana). Grad je danas poznat kao trgovište, posebice trgovini predmetima od srebra. U gradu je prema popisu stanovništva iz 1996. živjelo 107.329 stanovnika. Zbog građanskih ratova u Liberiji, Sijera Leoneu i Obali Bjelokosti bilježi se drastičan porast stanovništva, pa prema procjenama iz 2008. godine broj stanovnika se kreće između 250.000 i 300.000.
Grad je nakon Drugog svjetskog rata doživio nagli rast kada je postao središte uprave i trgovine. Izgradnja pilana je pomogla lokalnom gospodarstvu. U blizinigrada su pronađene bogate naslage željeza.
Autocesta N 1 povezuje Nzérékoré s Kankanom na sjeveru. Grad posjeduje i zračnu luku Nzérékoré.